# Romain Vanlandschoot
Romain Vanlandschoot (Brugge, 5 maart 1933) is een Vlaams auteur en historicus, gespecialiseerd in de geschiedenis van de Vlaamse Beweging.
Hij publiceerde tal van artikelen en boeken. In de Encyclopedie van de Vlaamse Beweging (1975) en de Nieuwe Encyclopedie van de Vlaamse Beweging (1998) verzorgde hij tal van lemma's, en hij maakte naam met biografieën van onder meer Cyriel Verschaeve (1998), Albrecht Rodenbach (2002) en Hugo Verriest (2014).
Vooral de publicatie in 1990 van de geannoteerde en volledige uitgave van de Oorlogsgedenkschriften Cyriel Verschaeve, 1944-1946 veroorzaakte ophef in vakkringen: de eerdere versie, uitgegeven in de jaren 1960 door Verschaeves vaste uitgeefster Martha Vande Walle, bleek gezuiverd van bezwarend materiaal en onvolledig.

## Levensloop
Romain Vanlandschoot is geboren als zoon van Constant Van Landschoot, schooldirecteur, en van Adeline Mulier.
Hij studeerde Grieks-Latijnse humaniora aan het Sint-Lodewijkscollege in Brugge en was er vooral actief binnen de KSA en binnen het geheim genootschap Gilde Noodvier. Daarop ondernam hij onvoltooid gebleven studies  (van 1952 tot 1957: filosofie en theologie in het Groot Seminarie Brugge. In het academiejaar 1957-1958 volgde hij de eerste kandidatuur psychologie en pedagogie aan de KU Leuven). Vanaf 1959 ging hij als secretaris-studiemeester aan de slag in het Sint-Jozefscollege in Tielt. In 1962 behaalde hij het diploma van het Hoger Instituut voor Godsdienstwetenschappen in Gent. Aan het Vrij Technisch Instituut in Tielt kreeg hij in hetzelfde jaar een lesopdracht als godsdienstleraar, die hij behield tot aan zijn pensionering in 1992.
Hij is of was stichtend lid, bestuurslid of actief lid van tal van verenigingen, zoals:
- de vzw Jozef Lootensfonds als afgevaardigd bestuurder;
- de Roede van Tielt  als stichter in 1970 en redactielid tot 1982;
- de Stichting Lodewijk de Raet;
- de Koninklijke Zuid-Nederlandse Maatschappij voor Taal- en Letterkunde en Geschiedenis, sinds 1981;
- het Guido Gezellegenootschap, lid sinds 1981;
- het Snellaertcomité voor de studie van de 19de eeuw, lid sinds 1981;
- het Stijn Streuvelsgenootschap, sinds 1994;
- Wetenschappelijke Tijdingen, het driemaandelijks tijdschrift uitgegeven door het Archief en Documentatiecentrum voor het Vlaams Nationalisme, als redactielid.

In 1971 werd hij medewerker voor de publicatie van de Encyclopedie van de Vlaamse Beweging. Hij leverde 89 artikels gewijd aan West-Vlaamse personen, aspecten en tijdschriften.

## Jozef Lootensfonds
Gedurende vele jaren was Van Landschoot het meest actieve lid van de vzw Jozef Lootensfonds, die als doel had de literaire nalatenschap van Cyriel Verschaeve te bewaren en te bestuderen.
Gedurende jaren organiseerde hij de inventaris van het archief-Verschaeve, soms alleen, soms met een medewerker. In het hoevegebouw, gelegen naast en eigendom van de paters benedictijnen van de Sint-Pietersabdij Steenbrugge, verzamelde en ordende hij de vele herinneringen aan Verschaeve (documenten, boeken, beeldhouwwerk).
Behalve de conservatie en archivering van alles wat Verschaeve betrof, bezorgde hij de uitgaven van het Lootensfonds, meer in het bijzonder het tijdschrift Verschaeviana. Hierin werden, naast zelfstandige artikels, vooral de bijdragen gepubliceerd die werden geleverd aan de jaarlijkse colloquia die aan Verschaeve en zijn tijd werden gewijd. 
Toen de financiële middelen waren opgebruikt en toen het voortbestaan van de vzw in vraag werd gesteld, zorgde hij voor een overname door het Archief en Documentatiecentrum voor het Vlaams Nationalisme.
Het sluitstuk van de activiteiten werd de biografie die Van Landschoot schreef en in 1998 gepubliceerd werd onder de titel Kapelaan Verschaeve. Het was een zeer objectief verhaal, waarvan vooral de conclusies weinig aan de verbeelding overlieten. De auteur twijfelde er niet aan dat Verschaeve een echte nazi was geweest. Wat zijn geschriften, meer bepaald zijn gedichten en lyrisch werk betreft, was hij zeer pessimistisch over de blijvende waarde ervan.

## Publicaties

### Biografieën
- Michiel Vandekerckhove. Leven en werk, Comité Biografie M. Vandekerckhove, 1980.
- Joris Lannoo. Drukker en uitgever voor Vlaanderen, Tielt,  Lannoo, 1984.
- Kapelaan Verschaeve, biografie van Cyriel Verschaeve, Tielt, Lannoo, 1998.
- Albrecht Rodenbach, Tielt, Lannoo, 2002.
- Hugo Verriest, Tielt, Lannoo, 2014.

### Over Verschaeve
- Het drama van Cyriel Verschaeve en Robrecht de Smet, in: Verschaeviana, 1970.
- Cyriel Verschaeve de Vlaming, in: Verschaeviana, 1979.
- De aanloop tot Verschaeves Rodenbachopstel van 1909. Oude en nieuwe gegevens in het leven van Cyriel Verschaeve, 1906-1909, in: Verschaeviana, 1981.
- Cyriel Verschaeves brieven aan Jozef Lootens (1909-1914), in: Verschaeviana, 1982.
- Enkele conclusies uit het vooronderzoek over het ontstaan van de Vlaamse Meisjesbeweging, in: Verschaeviana, 1983.
- Chronologie van de belangrijkste uitspraken van Cyriel Verschaeve over Vrouw en Vlaamse Beweging, 1908-1940, in: Verschaeviana, 1983.
- Cyriel Verschaeve: Europa und der Neue Glaube (1942). Een studie over Verschaeve en het nationaal-socialisme, in: Verschaeviana, 1985.
- Verschaeve tussen Rodenbach en Vondel. Oude en nieuwe gegevens in het leven van Cyriel Verschaeve, 1909-1911), in: Verschaeviana, 1986.
- Beschouwingen bij de 55 stellingen van dr. Henss over Europa und der Neue Glaube (1942). Een studie over christendom en nationaal-socialisme, in: Verschaeviana, 1987.
- Chronologie van de Tweede Wereldoorlog omtrent Cyriel Verschaeve, in: Verschaeviana, 1988.
- Bibliografie omtrent Cyriel Verschaeve en de Tweede Wereldoorlog, 1984-1986, in: Verschaeviana, 1988.
- Het Verschavebeeld bij Dirk Vansina. Mythe en werkelijkheid, in: Verschaeviana, 1990-1991.
- Het Leuvense eredoctoraat van 1937. Verschaeve en de Katholieke Universiteit van Leuven in de late jaren dertig, in: Verschaeviana, 1993.
- In memoriam Emiel Pil - André Demedts, in Verschaeviana, 1993.
- Oorlogsgedenkschriften Cyriel Verschaeve, 1944-1946, i.s.m. R. de Deygere en W. Meyers (Jozef Lootensfonds, 1990).
- Cyriel Verschaeve. Oorlogsindrukken, 1914-1917, i.s.m. D. Vanacker (1996).
- De briefwisseling Cyriel Verschaeve - Stijn Streuvels, 1925-1941, in: Jaarboek van het Streuvelsgenootschap, 1997.
- De toespraak van Cyriel Verschaeve voor het Katholischer Akademischer Verband in Stuttgart op 4 augustus 1932 als kantelmoment in zijn evolutie naar het nationaalsocialisme, in: Wetenschappelijke Tijdingen, 2023.

### Andere publicaties
- Historische kanttekeningen bij de doorbraak van het algemeen Nederlands in de Westvlaamse colleges, in: Studies en Berichten, 1967.
- Er had in 1906 een andere Robrecht de Smet kunnen zijn, in: Huldeboek Robrecht de Smet, 1875-1937, Tielt, 1967.
- Algemene oriëntering bij de geschiedenis van de Westvlaamse colleges, in: Studies en Berichten, 1968.
- De studentenbonden in West-Vlaanderen en de wet van 1883, in: De Leiegouw, 1969.
- Hulde aan Octaaf de Vreese 70, Vlaming, Chinamissionaris, Tielt, 1970.
- Bisschop Faict in april 1874 tussen ultramontanen en flaminganten, liberaalkatholieken en vrijmetselaars, in: Huldeboek André Demedts, Kortrijk, 1977.
- De Gilde van Sinte-Luitgaarde 1874-1875. Westvlaamse aspecten, uitgesproken en onuitgesproken verhoudingen tegenover Guido Gezelle, in: Gezellekroniek, 1979.
- Arthur Coussens. Pennetrekken uit Ierland en Denemarken, Koekelare, 1981.
- 'Meester' Emiel Butaye, 1852-1953, Roesbrugge, 1983.
- Hoogtij van de 19de eeuw (1848-1914), in: 300 Jaar college  te Tielt, Tielt, 1986.
- Filip de Pillecyn en de culturele collaboratie, 10 mei 1940 - 14 mei 1941, in: 100 jaar Filip de Pillecyn, Gent, Academia Press, 1992.
- Sociale beweging en Vlaamse Beweging, in: De geschiedschrijving van de Vlaamse Beweging, Gent, 1993.
- De kleine uren van Stijn Streuvels, in: Jaarboek van het Stijn Streuvelsgenootschap, 1995.
- De Nieuwe Tijd, 1896-1901, i.s.m. G. de Clercq, Cultureel Documentatiecentrum, 1996.
- Vlaanderen in het Europees discours over het jeugdprobleem als nieuw fenomeen, 1750-1850, Tielt, 1999.
- Sluit ze op... Jongeren in de criminaliteit. 1400 tot nu, Davidsfonds, 2008.
- Een Vlaamse viking aan het front. Het verhaal van Joris Lannoo en zijn vrienden tijdens WO I, Tielt, Lannoo, 2011.
- Verdraagzaamheid en pragmatische samenwerking in de Vlaamse beweging. Hugo Verriest en August Vermeylen 1895-1914, in R. van Cauwelaert & F.-J. Verdoodt, 1897 was een heerlijk jaar. Een bloemlezing uit twintig jaar Wetenschappelijke tijdingen, Pelckmans, 2014.
- Gazetje van Thielt 1916-1918, Tielt, De Roede van Tielt, 2016.
- Van Frontbeweging naar Frontpartij. De beginjaren van het politieke Vlaams-nationalisme (1915-1923), Antwerpen, Peristyle, 2023.

## Onderscheiding
Op 3 juli 2021 werd Romain Vanlandschoot vereremerkt met de Orde van de Vlaamse Leeuw.